# تكسير بخاري

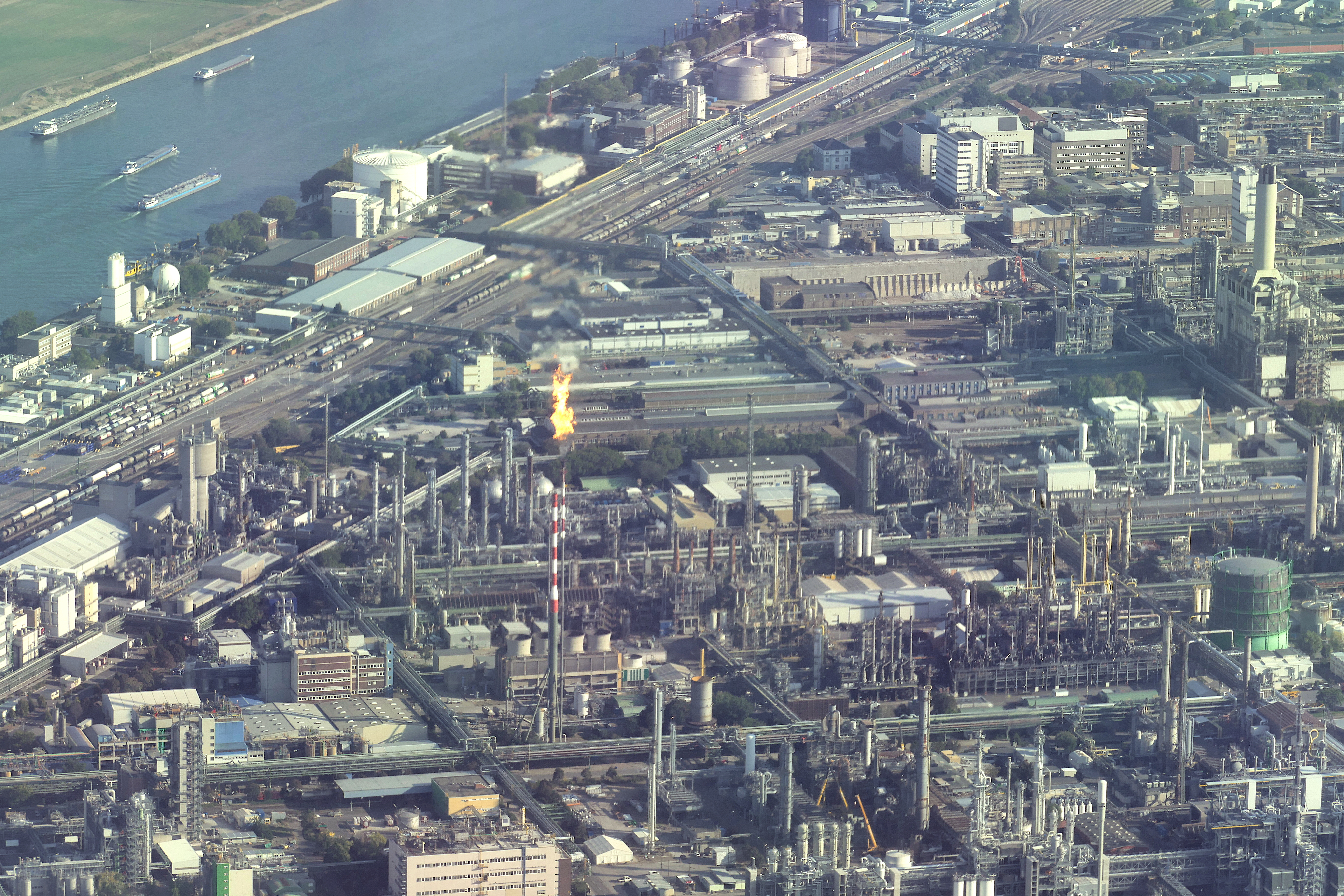

التكسير البخاري  أو التكسير بالبخار في بتروكيماويات (Steam Cracking) هي طريقة لتكسير مركبات معقدة من الهيدروكربون والنافثا، وكما تطبق أيضا على البروبان والبوتان والإيثان وأنواع من الشمع النفطي بواسطة الحرارة عن طريق بخار الماء الساخن وتقسيم تلك المركبات المعقدة إلى مركبات أبسط. ينتج منها الهيدروجين والميثان وإيثان والبروبان كمنتجات أساسية وكذلك البوتين وبيجاس Pygas، كما يتبقى مواد قطرانية . وتعد طريقة التكسير بالبخار أحد الطرق المعقدة في معامل البتروكيماويات. وتستخدم هذه الطريقة لإنتاج مواد أولية تدخل في صناعة البلاستيك، والدهائن والمذيبات وكذلك مضادات الحشرات المستخدمة في الزراعة.

## الطريقة
تستخدم المادة الأولية النافثا الناتجة من تصفية النفط، وكذلك مركبات كربوهيدرات خفيفة من الغاز الناتج مع استخراج البترول، أو أجزاء ثقيلة (C2+) من الغاز الطبيعي. كما تستخدم زيت الغاز والشمع Hydrowax، إلا أنه يلزم لهذه المواد أفران ذات تصميم خاص.
ويستخدم مفاعل يسمى مفاعل التكسير مكون من أنبوب ملفوف يبلغ طولة 60 -80 متر وقطره الداخلي 90 - 120 مليمتر، ومصنوع من سبيكة الكروم/النيكل. يوجد الأنبوب الملفوف في فرن يسخن ناريا. ويصمم الفرن بحيث يكون مناسبا لنوع المادة المراد تكسيرها. وبصفة عامة يفرق بين الفرن الغازي، وهو يستعمل مع الإيثان والبروبان والبوتان، وفرن النافثا وأفران أخرى للمواد الثقيلة من زيت الغاز والشمع.
يمرر بخار الماء عند 100 درجة مئوية عند ضغط 12 بار في منطقة الحمل الحراري في الفرن ويسخن حتى درجة حرارة بين 550 و 600 درجة مئوية. وفي تلك المنطقة يسلط أيضا بخار ساخن تبلغ درجة حرارته 180 - 200 مئوية، ولذلك تسمى طريقة «تكسير بخاري».
يتسبب البخار الساخن في خفض الضغط الجزئي للمواد المتفاعلة. بالإضافة إلى ذلك فهو يمنع تكوثر الألكينات، ويبرد حزمة التسخين في منطقة الحمل.
وبعد ذلك تنتقل المادة الأولية التي أصبحت في حالة غازية من منطقة الحمل الحراري إلى منطقة الإشعاع، وفيها تنشق الموادالكربوهيدراتية الخفيفة الجزيئات عند درجة حرارة 800 - 850 درجة مئوية. ومدة بقائها يبلغ بين 2و0 - 4و0 ثانية وعندا تنشأ موادا مثل الإثيلين والبروبانو البروبيلين، و 3،1-بوتاديين، و n- و i-بوتين Buten، والبنزول والتوليول والإكسيلول Xylole. بالإضافة إلى ذلك نجد تلك المواد بها بعض الشوائب من الميثان والأسيتيلين والبروبادين وكذلك بعضا من Pyrolysebenzin والبرافين والأوليفين علاوة على مواد عضوية حلقية ذات C9- و C10- .
وتكون المواد الثقيلة بواقي مكسر الإثيلين، وهي مواد عضوية معقدة تبلغ درجة غلايانها بين 210 درجة مئوية إلى 500 درجة مئوية.
وبغرض منع عودة تشابك الجزيئات الناتجة يبرد الغاز المنشق الساخن فجأة في مبادل حراري فتنخفض درجة حرارته إلى 350 -400 درجة مئوية. ثم يتبع تبريد للغاز المنشق في مرحلة ثانية بواسطة زيت تبريد فتنخفض درجة حرارته إلى 150 - 170 درجة مئوية، وتبدا مرحلة التكرير.

## اقرأ أيضا
- نفط
- سياسة نفط
- نظرية قمة هوبرت
- حقل الغوار